# Монти, Гаэтано Лоренцо
Гаэта́но Лоре́нцо Мо́нти (итал. Gaetano Lorenzo Monti; 1712—1797) — итальянский ботаник.

## Биография
Гаэтано Лоренцо Монти родился 6 января 1712 года в Болонье в семье Джузеппе Монти и Катерины Фурольфи.
С 1729 года Гаэтано принимал участие в написании книги отца по ботанике. В 1733 году получил степень доктора по философии и медицине в Болонском университете. В 1742 году он был избран президентом Болонской Академии наук. С 1752 года Гаэтано работал в Болонском ботаническом саду, а после смерти отца в 1760 году стал главой отделения медицины Университета и профессором естественной истории.
В 1761 году Касимиро Гомес де Ортега получил степень доктора философии по медицине при поддержке Монти. Монти стал довольно известным учёным, из его работы 1747 года Карл Линней взял название для рода растений Aldrovanda.
Гаэтано Лоренцо был назначен хранителем Музея естествознания, затем заинтересовался зоологией. Он создал подробное описание птицы ремеза, также был автором нескольких работ по физиологии рыб.
Гаэтано Монти скончался 10 августа 1797 года.

## Некоторые научные работы
- Monti, G.L. (1753). Indices botanici et materiae medicae. 160 p.